# Горщик (село)
Го́рщик — село в Україні, адміністративний центр Горщиківської сільської територіальної громади Коростенського району Житомирської області. Чисельність населення становить тисячу дев‘ятсот п‘ятдесят вісім осіб станом на перше січня дві тисячі двадцять четвертого року . У 1923—2016 роках — адміністративний центр колишньої однойменної сільської ради. До 1939 року — колонія.

## Загальна інформація
Розташоване за 30 км західніше районного центру, за 1 км від залізничної станції Омелянівка та за 2,5 км від автодороги Мозир—Вінниця.

## Населення
За довідником 1885 року в поселенні мешкало 479 осіб.
Відповідно до результатів перепису населення Російської імперії 1897 року, загальна кількість мешканців становила 728 осіб, з них: православних — 687, чоловіків — 366, жінок — 362.
Наприкінці 19 століття в поселенні налічувалося 560 мешканців, дворів — 96, у 1906 році — 561 мешканець, дворів — 110, у 1910 році — 600 жителів, у 1923 році — 1 138 мешканців, дворів — 174, у 1924 році — 1 278 осіб (з перевагою населення німецької національности), дворів — 235.
На початок 1970-х років в селі було 652 двори із населенням 2 687 осіб.
Відповідно до результатів перепису населення СРСР, кількість населення станом на 12 січня 1989 року становила 2 839 осіб. Станом на 5 грудня 2001 року, відповідно до перепису населення України, кількість мешканців села становила 2 406 осіб.

### Мова
Розподіл населення за рідною мовою за даними перепису 2001 року:
| Мова                | Відсоток |
| ------------------- | -------- |
| українська          | 97,84 %  |
| російська           | 1,91 %   |
| інші/не визначилися | 0,25 %   |

## Історія
Засноване в другій половині 19 століття. Колишнє лютеранське поселення, лежало за 25 км південно-західніше Коростеня. Лютеранська парафія — Житомир.
За довідником 1885 року — сільце різночинців у Іскоростській волості Овруцького повіту Волинської губернії, за 22 версти від Іскорості. Була школа.
Наприкінці 19 століття — колонія Іскоростської волості Овруцького повіту Волинської губернії, за 63 версти від Овруча.
У 1906 році — колонія Іскоростської (згодом — Коростенська) волості (2-го стану) Овруцького повіту Волинської губернії. Відстань до повітового центру м. Овруч становила 63 версти, до волосного центру містечка Іскорость — 25 верст. Поштове відділення — міст. Іскорость (згодом — Коростень).
У 1923 році включена до складу новоствореної Горщиківської сільської ради, яка 7 березня 1923 року увійшла до складу новоутвореного Коростенського (у 1924—30 роках — Ушомирський) району Коростенської округи; адміністративний центр ради. Розміщувалася за 25 верст від районного центру міст. Коростень. 1 червня 1935 року, в складі сільської ради, передана до Коростенської міської ради Київської області У 1939 році віднесена до категорії сіл. 28 лютого 1940 року повернуте до складу відновленого Коростенського району Житомирської області.
Під час загострення радянського терору 1937—38 років органи НКВС заарештували та позбавили волі на різні терміни 64 мешканців, з яких 38 осіб розстріляно. Всі постраждалі реабілітовані.
На фронтах Другої світової війни воювало 325 селян, 283 з них нагороджені орденами й медалями, 57 загинули. На їх честь у 1954 році встановлено обеліск.
В радянські часи в селі розміщувалася центральна садиба колгоспу, який обробляв 2 355 га угідь, з них 1 631 га — рілля. Спеціалізація: вирощування зернових культур, льону, картоплі, м'ясо-молочне тваринництво. 121 селянина нагороджено орденами й медалями СРСР. У селі були середня школа, будинок культури, бібліотека, фельдшерсько-акушерський пункт.
22 липня 2016 року увійшло до складу новоутвореної Горщиківської сільської громади Коростенського району Житомирської області.